# Hypomecis latipennis
Hypomecis latipennis là một loài bướm đêm trong họ Geometridae.